# Danh sách Trường đại học ở Việt Nam đào tạo ngành Kỹ thuật Tàu thủy
Tàu thủy là một công trình kỹ thuật nổi, có thể chuyển dịch trên mặt nước, hay ngầm dưới nước, theo hướng đã định, với tốc độ cần thiết, và chuyên chở hàng hóa hay hành khách tùy theo đặc tính sử dụng của con tàu. Kỹ thuật tàu thủy là một chuyên ngành Kỹ thuật và Công nghệ, chuyên thực hiện phân tích, thiết kế, xây dựng tàu thủy và công trình nổi. Kỹ năng cần có của người kỹ sư tàu thủy:
- Kỹ năng lập dự án, thiết kế, thực hiện và triển khai các dự án thuộc lĩnh vực công nghiệp tàu thủy phù hợp bối cảnh kinh tế, xã hội và môi trường.
- Kỹ năng thiết kế tàu thủy và các hệ thống, thiết bị trên tàu
- Nhận thức về mối liên hệ mật thiết giữa giải pháp kỹ thuật công nghiệp tàu thủy các yếu tố kinh tế, xã hội và môi trường trong thế giới toàn cầu hóa.
- Kỹ năng nhận biết vấn đề và hình thành ý tưởng giải pháp, đề xuất và xây dựng các dự án trong lĩnh vực công nghiệp tàu thủy
- Kỹ năng triển khai các dự án trong lĩnh vực công nghiệp đóng tàu

Đào tạo Kỹ sư Tàu thủy hệ 5 năm. Đào tạo theo định hướng nghiên cứu, tính toán và thiết kế mô phỏng, giúp sinh viên có đủ năng lực và kỹ năng khai thác và ứng dụng các thiết bị thí nghiệm và phần mềm tiên tiến thuộc lĩnh vực chuyên ngành Tàu thủy. 
1. Trường Đại học Bách khoa-Đại học Đà Nẵng
2. Trường Đại học Bách khoa Hà Nội
3. Học viện Kỹ thuật Quân sự: Máy tàu; Pháo tàu
4. Trường Đại học Hàng hải Việt Nam: Thiết kế tàu; Công nghệ đóng tàu; Điểu khiển tàu,
5. Trường Đại học Nha Trang
6. Trường Đại học Bách khoa, Đại học Quốc gia Thành phố Hồ Chí Minh
7. Trường Đại học Giao thông vận tải Thành phố Hồ Chí Minh